# Eu e Memê, Memê e Eu
Eu e Memê, Memê e Eu é o décimo segundo álbum de estúdio do cantor brasileiro Lulu Santos, lançado em 1995. Além de ser lançado em CD, também foi editado em disco de vinil e fita cassete.
Trata-se de uma compilação de regravações de sucessos do cantor remixados pelo então produtor Marcello "Meme" Mansur, mais conhecido como  DJ Memê. O álbum segue padrões da house music e dance music mundial, pois o disco possui algumas vinhetas que são bastante comuns em trabalhos da eurodance, além de trazer influências brasileiras como o funk carioca. Certificado com disco de ouro/platina, vendendo 1 milhão de cópias no Brasil.
Há regravações de canções do pop e da soul music brasileira como "O Descobridor dos sete mares" e "Sossego" de Tim Maia, "Se Você Pensa" do Roberto Carlos e Erasmo Carlos, "Fullgás" de Marina Lima e entre outras regravações produzidas por Memê. A única inédita do disco, "Sereia", reutiliza a base percussiva de "Como Uma Onda". Apesar de ser creditada como inédita, a canção "Sereia" foi composta onze anos antes por Lulu Santos e Nelson Motta especialmente para o especial infantil da TV Globo, Plunct, Plact, Zuuum, de 1984, onde a canção foi interpretada por Fafá de Belém. "Sereia" ainda fez parte da trilha sonora nacional da novela A Próxima Vítima, exibida em 1995, como tema da personagem Carina, interpretada por Deborah Secco. A versão de "O Descobridor dos Sete Mares" teve sua primeira aparição em um comercial da W/Brasil para o chinelo Rider, com Lulu gravando como retribuição a Tim ter feito para a mesma campanha uma de suas músicas, "Como Uma Onda".
Outra parte do álbum são hits do cantor em versões remixadas pelo DJ Memê. Estes são sucessos como "Casa", um som melódico do remix "Tudo Bem" e um remix em versão funk carioca de "Toda Forma de Amor", além de remixes das músicas "Tudo Igual", de 1994. Além de Memê, os produtores Sacha Amback e Alex de Sousa e os DJs DJ Cuca  e Adriano DJ também contribuíram na produção do álbum.
A capa e o encarte, com design assinado por Gringo Cardia e Muti Randolph, trazem fotos de bichinhos de pelúcia que Lulu Santos sempre via sendo vendidos por ambulantes de madrugada no Rio de Janeiro.

## Faixas
Todas as faixas escritas e compostas por Lulu Santos, exceto onde indicado

Todos os remixes foram produzidos por Marcello "Memê" Mansur, exceto: "Toda Forma de Amor" produzido por Marcello "Memê" Mansur e Adriano DJ e "Tudo Igual (cool cut RMX)" produzido pelo DJ Cuca. Vinhetas produzidas por Memê e Sérgio Loureiro. 
| N.º | Título                                           | Compositor(es)                 | Duração |  |
| 1.  | "O Descobridor dos Sete Mares"                   | Gilson Mendonça/Michel         | 3:44    |  |
| 2.  | "Se Você Pensa"                                  | Erasmo Carlos e Roberto Carlos | 3:13    |  |
| 3.  | "Fullgás"                                        | Marina Lima, Antônio Cícero    | 5:44    |  |
| 4.  | "Tribal (Vinheta)"                               |                                | 0:10    |  |
| 5.  | "Sossego"                                        | Tim Maia                       | 4:22    |  |
| 6.  | "Sereia"                                         | Nelson Motta e Lulu Santos     | 4:35    |  |
| 7.  | "Cyberia (Instrumental)"                         | Sacha Amback e Alex de Sousa   | 5:45    |  |
| 8.  | "Speech (Vinheta)"                               |                                | 0:11    |  |
| 9.  | "Casa (A house in the Jungle Mix)"               |                                | 6:47    |  |
| 10. | "Tudo Bem (The R&B Flavour Song)"                |                                | 3:42    |  |
| 11. | "Perereca FM (Vinheta)"                          |                                | 1:09    |  |
| 12. | "Toda Forma de Amor (Funky You Mix/Rap do Lu)"   |                                | 4:42    |  |
| 13. | "Tudo Igual (Meme Vocal Club-Anthem)"            |                                | 7:59    |  |
| 14. | "Assim Caminha a Humanidade (Extended 70's Mix)" |                                | 8:12    |  |
| 15. | "Tudo Igual (The Mameluco Homeboy Mix)"          |                                | 4:21    |  |
| 16. | "Tudo Igual (Cool Cut RMX)"                      |                                | 7:32    |  |
| 17. | "Message (Vinheta)"                              |                                | 0:23    |  |

## Músicos
- Lulu Santos: voz e guitarra (3, 5, 6, 10 e 14); baixo e synth solo (em "Se Você Pensa")
- Marcello "Memê" Mansur: programação de bateria (1, 2, 3, 5, 9, 10, 12. 13. 14. 15 e 16), baixo (em "O Descobridor dos Sete Mares"), teclados (1, 2, 9, 10, 12, 13, 15 e 16), sampler (1, 2, 3 e 4), loopings (em "Sossego")

Músicos convidados
- Milton Guedes - gaita (em "O Descobridor dos Sete Mares"), saxofone e backing vocal (em "Fullgás") e flauta (em "Sereia")
- Dunga - baixo (em "Fullgás" e "Assim Caminha a Humanidade (Extended 70's Mix)")
- Alex de Souza - teclados (em "Fullgás), bateria (em "Sereia"), sampler (em "Sereia" e "Cyberia") e teclados adicionais (em "Tudo Igual (Memê Vocal Club Anthem, The Mameluco Homeboy Mix e Cool Cut RMX)")"
- Sacha Amback - teclados (em "Fullgás", "Sereia" e "Cyberia"), sampler (em "Fullgás" e "Cyberia") e acordeom (em "Sereia")
- Marcelo Costa - percussão (em "Fullgás" e "Sereia")
- Fábio Fonseca - vocoder em "Sossego"
- Alexandre Lucas e Abdullah - coro em "Sossego"
- Hiroshi Mizutani - harmonização (em "Casa (A House in the Jungle Mix)" e "Toda Forma de Amor (Funk You Mix/Rap do Lu)")
- Adriano DJ - programação de bateria (em "Toda Forma de Amor (Funk You Mix/Rap do Lu)")
- Márcio Lima - locução (em "Toda Forma de Amor (Funk You Mix/Rap do Lu)")
- Renan Pinedo - pianos acústico/eléctrico e baixo (em "Tudo Bem (The R&B Flavor Song)")
- Lincoln Olivetti - cordas (em "Tudo Bem (The R&B Flavor Song) e "Assim Caminha a Humanidade (Extended 70's Mix)")  e metais (em "Assim Caminha a Humanidade (Extended 70's Mix)")
- Armando Marçal - percussão (em "Assim Caminha a Humanidade (Extended 70's Mix)")

## Vendas e Certificações
| Região                                                                                             | Certificação | Vendas   |
| -------------------------------------------------------------------------------------------------- | ------------ | -------- |
| Brasil (Pro-Música Brasil)                                                                         | 2x Platina   | 500,000* |
| *números de vendas baseados somente na certificação ^distribuições baseadas apenas na certificação |              |          |